# Kenji Katori
Kenji Katori (* im 20. Jahrhundert) ist ein Kameramann in Film und Fernsehen. Bekannt wurde er vor allem durch seine Arbeit für Filme wie I Hate Love, Sugar Kisses,Lost Girls and Love Hotels God Is a Bullet oder Wonderwell: Violets magische Reise.

## Leben und Karriere
Kenji Katori ist als Kameramann seit dem Jahr 2004 aktiv, zuerst als Kameraassistent, danach auch als Kameramann für Kurzfilme. 2009 setzte er die mexikanische Kinoproduktion Oveja negra von Regisseur Humberto Hinojosa Ozcariz mit Christian Vazquez und Rodrigo Corea in den Hauptrollen in Szene. 2010 realisierte er Marcelo Tolces Film 18 cigarrillos y medio. 2012 drehte er dann erneut mit Humberto Hinojosa Ozcariz die dramatische Komödie I Hate Love mit Rodrigo Azuela und Mar Carrera. 2013 fotografierte er für Regisseur Carlos Cuarón das Filmdrama Sugar Kisses mit César Kancino, Daniela Arce und Kristyan Ferrer in den Hauptrollen. Im Jahr 2020 drehte er zusammen mit dem schwedischen Filmemacher William Olsson das Filmdrama Lost Girls and Love Hotels mit Alexandra Daddario.
Seit Beginn der 2020er Jahre ist Katori auch für Fernsehproduktionen tätig. So entstanden 2021 unter seiner Kameraführung zwei Episoden der Serie Coyote mit Michael Chiklis.

## Filmografie (Auswahl)
Kino
- 2009: Oveja negra
- 2010: 18 cigarrillos y medio
- 2012: I Hate Love
- 2013: Sugar Kisses
- 2020: Lost Girls and Love Hotels
- 2022: God Is a Bullet
- 2023: Wonderwell – Violets magische Reise (Wonderwell)

Fernsehen
- 2021: Coyote (Fernsehserie, 2 Episoden)
- 2022: Mayor of Kingstown (Fernsehserie, 4 Episoden)

Kurz-; Video- oder Dokumentarfilme
- 2004: Love Seat (Kurzfilm)
- 2006: Bestiario (Kurzfilm)
- 2006: Peces plátano (Kurzfilm)
- 2009: Sofía (Short)
- 2009: Zoé 281107 (Video Dokumentarfilm)
- 2010: El Contador de Chanel (Kurzfilm)
- 2017: Shouted from the Rooftops (Kurzfilm)
- 2019: The Fight (Kurzfilm)